# Stanley Smith Stevens
Stanley Smith Stevens (Ogden, 4 novembre 1906 – Vail, 18 gennaio 1973) è stato uno psicologo statunitense, noto per i suoi contributi alla teoria delle misure.

## Biografia
Stevens svolse la maggior parte della sua attività alla Harvard University. Diede origine, nel 1957, a una nuova teoria psicofisica da lui definita "psicofisica soggettiva". Egli riteneva che i metodi della psicofisica classica non fossero in grado di giungere direttamente al giudizio sensoriale dell'individuo. Introdusse in psicologia il concetto di "stima di grandezza", noto anche come "Stevens' power law", per mezzo del quale verificò che i soggetti sono capaci di valutare direttamente l'intensità di una sensazione associandola a un numero. In conformità a queste ricerche Stevens scoprì che la funzione che descrive in maniera più efficace la relazione fra il giudizio sensoriale del soggetto (Y) e l'intensità dello stimolo (I) è una funzione di potenza:
{\displaystyle \psi (I)=kI^{a},}
dove {\displaystyle I} è l'intensità dello stimolo fisico, {\displaystyle \psi (I)} è la funzione psicofisica legata all'intensità soggettiva della sensazione evocata dallo stimolo, {\displaystyle a} è un esponente che dipende dal tipo di stimolo e {\displaystyle k} è una costante che dipende dalla natura dello stimolo e dalle unità usate.
Oltre ad aver sviluppato la teoria psicofisica soggettiva, Stevens ha dato importanti contributi anche comprensione della percezione uditiva. 

## Scritti
- Stanley S. Stevens (ed.), Handbook of experimental psychology, New York: J. Wiley & sons, 1951
- Stanley Smith Stevens and Hallowell Davis, Hearing: its psychology and physiology. New York: Wiley & sons, 1954
- Stanley Smith Stevens, La medicion y el hombre, Mexico: Universidad Nacional de Mexico, 1959
- Stanley S. Stevens, Fred Warshofsky et al., Il suono e l'udito, Milano: A. Mondadori, 1967
- Stanley Smith Stevens, Psychophysics: introduction to its perceptual, neural, and social prospects, New York etc. : John Wiley & Sons, 1975
- Hal Harold Pashler (ed.), Stevens' handbook of experimental psychology, New York: Wiley & sons, 2002